# Comunidad (Venezuela)
Pour les articles homonymes, voir Comunidad.
Comunidad est la capitale de la paroisse civile de Comunidad dans la municipalité de Maroa dans l'État d'Amazonas au Venezuela sur les rives du río Negro.